# Gerald William Lathbury
Gerald Lathbury (ur. 14 lipca 1906, zm. 16 maja 1978) – brytyjski oficer armii w czasie II wojny światowej i późniejszy gubernator Gibraltaru.
Lathbury urodził się w rodzinie o tradycjach wojskowych. Jego ojciec był płk. (Henry) Oscar Lathbury. Uczył się w Wellington College i Royal Military College w Sandhurst. Lathbury dołączył do Lekkiej Piechoty Oxfordshire i Buckinghamshire przed powstaniem 3. Batalionu Spadochronowego w 1941 roku oraz 3. Brygady Spadochronowej w 1943 r. Następnie objął dowodzenie 1. Brygadą Spadochronową w Afryce Północnej. Lathbury wziął udział w lądowaniu na Sycylii, którego zadaniem było zdobycie Mostu Primasole, gdzie został ranny w plecy jak i oba uda, mimo tego dowodził oddziałem do momentu dotarcia posiłków. Za tę akcję otrzymał Distinguished Service Order.
Lathbury wciąż dowodził 1. Brygadą Spadochronową w bitwie pod Arnhem, części operacji Market Garden w Holandii. W dniu 18 września 1944 roku został odcięty od dowodzenia razem z generałem Royem Urquhartem, został wtedy ciężko ranny w lewą nogę i jego kręgosłup został uszkodzony, co doprowadziło do jego czasowego paraliżu. Pozostawiono go pod opieką miejscowej holenderskiej rodziny, przez co później dostał się do niewoli. Ukrył swoją rangę, udając kaprala. Uciekł z niewoli, po prostu wychodząc głównymi drzwiami ze szpitala w którym go przetrzymywano, a następnie z pomocą holenderskiego ruchu oporu dołączył do reszty ukrywających się żołnierzy. Lathbury wraz z Płk. Davidem Allisonem Dobie i majorem Digbym Tatham-Warnerem, zorganizował ucieczkę na Renie. Lathbury i Dobie przekroczyli Ren w dniu 22 października razem ze stu trzydziestoma siedmioma ludźmi z połączonych Easy Company, 506th Airborne Infantry Regiment z 101st Airborne Division (patrz Operacja Pegasus).
Po wojnie pozostał w wojsku do 1965 roku.
5 sierpnia 1965 został Gubernatorem Gibraltaru.